# Léon Thiessé
Pour les articles homonymes, voir Thiessé.
Léon Thiessé, né le 9 septembre 1793 à Rouen et mort le  23 avril 1854 à Paris, est un journaliste, historien et écrivain français.

## Biographie
Fils de Nicolas François Thiessé (Conseil des Cinq-Cents, puis Tribunat), il alla s’établir, après ses études à Rouen, à Paris, en 1811. Au terme d’études de droit, il y fut reçu avocat mais, doué de talent pour la littérature et la poésie, il était membre, depuis ses 18 ans, de la Société libre d'émulation de son département.
Il débuta dans les lettres, en 1813, par une élégie sur la mort de Delille, qui lui valut de partager, avec Casimir Lavigne, le prix proposé par M. Tissot, pour la meilleure élégie sur la mort de ce poète. En 1815, il publia le poème les Catacombes de Paris, poème en un chant et, en 1816, le poème Zuleika et Sélim, traduction de la Bride of Abydos de Lord Byron la première, en vers français, qui ait été faite de ce poète en France et qui le fit connaître dans ce pays.
À partir de 1815, il donna dans le journalisme, fournissant à plusieurs journaux, entre autres au Diable boiteux, au Constitutionnel, à la Revue encyclopédique et au Mercure du XIXe siècle, un grand nombre d’articles. Fondateur du périodique intitulé les Lettres normandes, ou Correspondance politique et littéraire, publication écrite avec beaucoup d’esprit, de causticité et d’indépendance qui lui valut un succès de vogue et d’opposition. le commencement de sa réputation est dû au succès de cet ouvrage qui donna lieu, sous la Restauration, à des poursuites judiciaires, d’abord contre lui-même, le principal rédacteur, puis contre deux de ses collaborateurs, Eugène Balland et Foulon. Quoique la Minerve parût en même temps, ces lettres, écrites avec beaucoup de malice, de force et de gout, eurent beaucoup de lecteurs.
En 1816 et 1817, il donna des Observations sur le discours prononcé dans la séances solennelle de la rentrée de la cour royale, par M. le premier président baron Séguier, ancien capitaine de dragons. Examen des Principes émis par les membres de la majorité et de l’opposition de la Chambre des Députés pendant la session de 1816, Paris, 1817, in-8°. Son Examen des principes émis par les membres de la majorité et de l’opposition de la chambre des députés, pendant la session de 1816, signé L. T., fut attribué à Lally-Tollendal et eut beaucoup de succès, « et le méritait par la force du style et la clarté de la dialectique ». Les mêmes caractères se retrouvent dans une brochure intitulée : Des vices de la législation spéciale, proposée par le gouvernement pour les journaux et brochures semi-périodiques (1816). Manuel des Braves, ou Victoires des Armées françaises, en Allemagne, en Espagne, en Russie, etc., Paris, 1817, 7 vol. in-12 (avec Eugène Balland) ; Derniers moments des plus illustres personnages français condamnés à mort, pour délits politiques, depuis le commencement de la monarchie jusqu’à nos jours, Paris, 1818, in-8°. En 1820, il fit imprimer un petit nombre d’exemplaires d’une Épitre à Julie sur l’utilité de la campagne pour les gens de lettres, et des Considérations très-remarquables sur les nouvelles élections de la session de 1820. En 1821, il a fait paraitre les Constitutions françaises, recueillies par ordre chronologique et précédées d’un discours préliminaire et d’introductions historiques. Les Constitutions françaises, etc., 1821. En 1824, il donna un Résumé de l’histoire de Pologne, Paris, 1824, in-18, ouvrage qui eut bientôt une seconde édition ; Résumé de l’Histoire du duché de Normandie, Paris, 1825, in-18 ; Résumé de l’Histoire de la Révolution française, 1826, in-18 ; Essai historique sur la vie et les ouvrages de Malherbe ; Notice historique sur la vie et les ouvrages de J.-F. La Harpe.
Le 11 novembre 1823, une tragédie intitulée : le Tribunal secret représentée sur le théâtre de l'Odéon connut douze représentations. « On y trouva de belles tirades, un style constamment simple et constamment pur ; le plan fut l’objet de quelques reproches. » Il a aussi donné une édition des œuvres de Charles-Guillaume Étienne, précédées d’une Notice biographique et littéraire.
Entré dans la carrière politique, après la Révolution de 1830, ses idées libérales lui valurent d’être nommé préfet du Jura, des Deux-Sèvres, puis des Basses-Alpes. En 1841, il fut nommé officier de la Légion d’honneur et se démit de ses fonctions. À sa mort, il fut inhumé à Forges-les-Eaux. Il « a prouvé dans les ouvrages de sa jeunesse la maturité de l’esprit, des connaissances variées, et un talent très distingué » même si, par la suite, il « s’est depuis déclaré avec un peu trop d’amertume le censeur des essais tentés par la nouvelle école en littérature. »

## Distinctions
- Officier de la Légion d'honneur (1841)

## Publications
- Zuleicka et Sélim ou La Vierge d’Abydos, traduit de Byron, Paris, 1816.
- Examen des principes émis par les membres de la majorité et de l’opposition de la Chambre des députés pendant la session de 1816, Paris,  1817, 1 vol.
- Les Victoires de l’armée française, Paris, 1819, 7 vol.
- Lettres normandes, ou petit Tableau moral, politique et littéraire, adressées par un Normand devenu Parisien à plusieurs de ses compatriotes (18 septembre 1817-28 mars 1819), Paris, Foulon, 1818, in-8° [lire en ligne]
- Résumé de l’histoire de la Révolution française, 1826, 1 vol.
- Les Débats de la Convention, Paris, 1828, 5 vol.

## Éditions
- Œuvres de Henri Estienne, Paris, 1851, 5 vol.
- Œuvres de Voltaire, Paris, 1829, 75 vol.

## Sources
- Antoine-Vincent Arnault, Étienne de Jouy et Jacques Marquet de Norvins, Biographie nouvelle des contemporains : ou Dictionnaire historique et raisonné de tous les hommes qui, depuis la révolution française, ont acquis de la célébrité par leurs actions, leurs écrits, leurs erreurs ou leurs crimes, soit en France, soit dans les pays étrangers ; précédée d’un tableau par ordre chronologique des époques célèbres et des événemens remarquables, tant en France qu’à l’étranger, depuis 1787 jusqu’à ce jour, t. 19 San-Thou, Paris, Librairie historique, 1825, 482 (lire en ligne), p. 456.
- Théodore-Éloi Lebreton, Biographie normande : recueil de notices biographiques et bibliographiques sur les personnages célèbres nés en Normandie, Rouen, A. Le Brument, 1861, 619 p. (lire en ligne), p. 468-9.
- Biographie universelle et portative des contemporains : Dictionnaire historique des hommes célèbres de toutes les nations, morts ou vivants, qui, depuis la révolution française, ont acquis de la célébrité par leurs écrits, leurs actions, t. 2, Paris, au bureau de la Biographie, 1826, 1638 p. (lire en ligne), partie 2, p. 1416-7.